# Cratere Milna
Milna  è un cratere sulla superficie di Marte.